# Schalggenburg
Die Schalggenburg ist eine abgegangene Burg bei dem Dorf Wannweil, einem heutigen Ortsteil der Gemeinde Wannweil im Landkreis Reutlingen in Baden-Württemberg.
Im Ortsbereich des Dorfes Wannweil werden eine abgegangene Burg im „Burghau“ rechts über der Echaz und eine südlich der Kirche vermutet. Im 14. Jahrhundert besaßen die Herren von Blankenstein die Ortsherrschaft als Lehen des Bistums Konstanz und die Herren von Wildenau.